# 加姆峰
47°14′20″N 13°31′49″E / 47.23889°N 13.53028°E

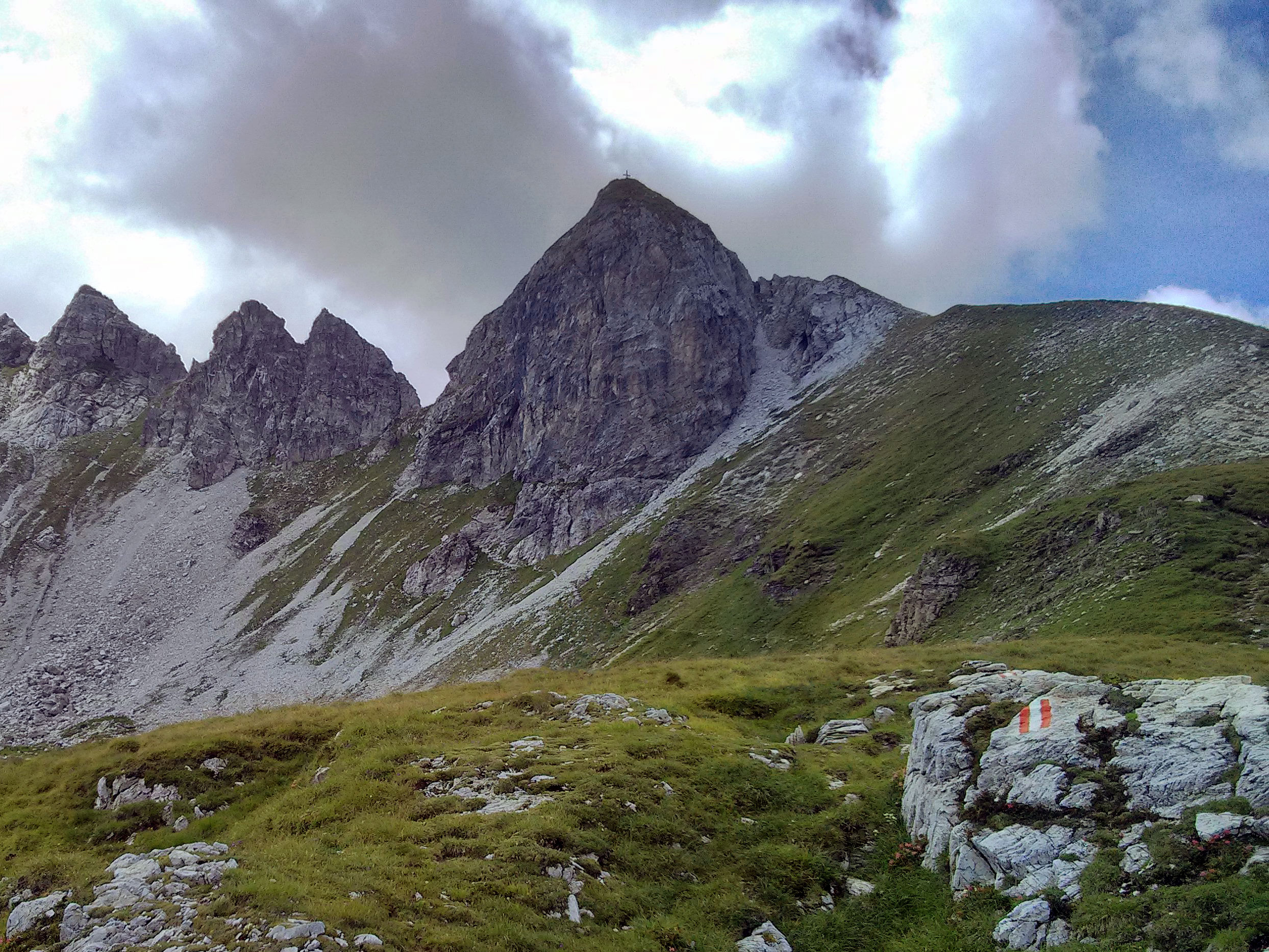

加姆峰（德語：Gamsspitzl），是奧地利的山峰，位於該國中部，由薩爾茨堡州負責管轄，屬於拉德施塔特陶恩山脈的一部分，海拔高度2,340米，每年平均降雨量2,029毫米。